# Hetschwang
Hetschwang ist ein Gemeindeteil von Bibertal im schwäbischen Landkreis Günzburg in Bayern.

## Lage
Das Kirchdorf wird vom Osterbach durchflossen und ist über die Kreisstraße GZ 29 zu erreichen.

## Geschichte
Am 4. November 1866 wurde Hetschwang von der Gemeinde Balmertshofen in die Gemeinde Ettlishofen umgegliedert.
Anlässlich der bayerischen Gebietsreform wurde zum 1. Mai 1978 Ettlishofen mit Hetschwang zusammen mit weiteren Gemeinden zur Einheitsgemeinde Bibertal zusammengeschlossen.

## Sehenswürdigkeiten
Siehe auch: Liste der Baudenkmäler in Bibertal#Hetschwang
- Katholische Kapelle St. Sebastian, erbaut Mitte des 19. Jahrhunderts